# Botswana az 1992. évi nyári olimpiai játékokon
Botswana a spanyolországi Barcelonában megrendezett 1992. évi nyári olimpiai játékok egyik részt vevő nemzete volt. Az országot az olimpián 2 sportágban 6 sportoló képviselte, akik érmet nem szereztek.

## Atlétika
Férfi
| Versenyző         | Versenyszám | Előfutam | Előfutam | Előfutam | Negyeddöntő | Negyeddöntő | Negyeddöntő | Elődöntő | Elődöntő | Elődöntő | Döntő   | Döntő    |
| Versenyző         | Versenyszám | Idő      | Hely.    | Össz.    | Idő         | Hely.       | Össz.       | Idő      | Hely.    | Össz.    | Idő     | Helyezés |
| ----------------- | ----------- | -------- | -------- | -------- | ----------- | ----------- | ----------- | -------- | -------- | -------- | ------- | -------- |
| Camera Ntereke    | 400 m       | 47,32    | 5.       | 46.      | kiesett     | kiesett     | kiesett     | kiesett  | kiesett  | kiesett  | kiesett | kiesett  |
| Mbiganyi Thee     | 800 m       | 1:48,04  | 3.       | 20.      |             |             |             | 1:46,13  | 5.       | 8.       | kiesett | kiesett  |
| Bobby Gaseitsiwe  | 1500 m      | 3:48,33  | 8.       | 37.      |             |             |             | kiesett  | kiesett  | kiesett  | kiesett | kiesett  |
| Zachariah Ditetso | 5000 m      | 13:54,88 | 9.       | 31.      |             |             |             |          |          |          | kiesett | kiesett  |
| Benjamin Keleketu | Maraton     |          |          |          |             |             |             |          |          |          | 2:45:57 | 83.      |

## Ökölvívás
| Versenyző        | Versenyszám  | Selejtező                    | Nyolcaddöntő      | Negyeddöntő       | Elődöntő          | Döntő             | Helyezés |
| Versenyző        | Versenyszám  | Ellenfél Eredmény            | Ellenfél Eredmény | Ellenfél Eredmény | Ellenfél Eredmény | Ellenfél Eredmény | Helyezés |
| ---------------- | ------------ | ---------------------------- | ----------------- | ----------------- | ----------------- | ----------------- | -------- |
| France Mabiletsa | Félnehézsúly | Montell Griffin (USA) · 4-10 | kiesett           | kiesett           | kiesett           | kiesett           | 17.      |